# 捷达VS7
捷达VS7是中德合資汽車製造商一汽-大众汽车旗下品牌捷达於2020年推出的一款中型跨界SUV，是該品牌的第三款車。
捷达VS7于2019年4月在上海车展上首次亮相。  2020年3月，捷达VS7在中国上市。
捷達VS7由一汽-大众汽车成都市工廠生产。 